# R・H・ロウビンズ
ロバート・ヘンリー・ロウビンズ（Robert Henry Robins, FBA、1921年7月1日 - 2000年4月21日）は、親しい者たちからはボビー・ロウビンズ (Bobby Robins) として知られていた、イギリスの言語学者。引退するまでの研究職の全過程を、ロンドン大学東洋アフリカ研究学院の音声学・言語学部門 (the Department of Phonetics and Linguistics) で過ごした。
ロウビンズの言語学における業績は、ジョン・ルパート・ファースが編み出したプロソディー分析 (prosodic analysis)、危機に瀕する言語、言語学思想の歴史など、いくつかの多様な分野に及んでいる。彼は、広く読まれた2点の教科書、『言語学概説 (General Linguistics: An Introductory Survey)』（原著：1964年）と、『言語学史 (A Short History of Linguistics)』（原著：1967年）を著した。

## 生い立ちと教育
ロウビンズは、1921年7月1日に、イングランド・ケント州ブロードステアーズで生まれた。父は、医療従事者であった。
ロウビンズは、子どもの頃から、フランス語、ラテン語、古代ギリシア語を学んだ。1935年には奨学金を得てトンブリッジ校に学び、1940年には西洋古典学を学ぶ奨学金を得てオックスフォード大学ニュー・カレッジに進んだ。大学での教育を1948年に完了したロウビンズは、第一級の栄誉を得て人文学の学位であるリテラエ・フマニオレス（優等試験および最終試験） (first class honours in Literae Humaniores (both Mods and Greats)) を取得した。第二次世界大戦中には、イギリス空軍の軍人たちに日本語を教える任務に就き、言語学に関心を寄せるようになった。後になって、1968年には、ロンドン大学からDLitの学位を取得した。

## 経歴
ロウビンズは、1942年から1945年まで、言語教員としてイギリス空軍の軍務に就いていた。大学での学業を終えた後、1948年から1955年にかけて、ロウビンズは、ロンドン大学東洋アフリカ研究学院の音声学・言語学部門の講師に任じられた。当時の部門長だったジョン・ルパート・ファースは、ロウビンズに大きな影響を与えた。ファースの指揮の下でロウビンズは、1950年代に、現在では消滅した言語とされているカリフォルニア州北部のユロック語のフィールドワークに従事し、さらに、古代言語を扱う古代言語学 (ancient linguistics) にも取り組んだ。1955年から1965年にかけて、ロウビンズは一般言語学の準教授 (reader in general linguistics) となり、1966年から1986年には教授となり、その間、1970年から1985年には部門長も務めた。さらに、1984年から1986年には、ロンドン大学芸術学部長 (dean of the Faculty of Arts of London University) も務めた。1986年には、イギリス学士院フェロー (FBA) に選出された。
ロウビンズは、1951年にはカリフォルニア大学の研究フェロー (research fellow) であった。1963年にはワシントン大学、1968年にはハワイ大学、1971年にはミネソタ大学、1975年にはフロリダ大学、さらに、1977年と1979年にはザルツブルク大学で、それぞれ客員教授を務めた。加えて、1990年から1991年にかけてはリーヴァーヒューム財団の名誉フェロー (Leverhulme Emeritus Fellow) であった。

## 退職後の活動
大学を退職した後、ロウビンズは言語学史研究に注力した。この分野についての著書を数冊書き、この方面に関する様々な国々の学会に定期的に参加した。1986年以降はロンドン大学の名誉教授であった。2000年のはじめまで、ルートン大学とケンブリッジ大学で教鞭を執った。

## 死
2000年4月21日、ロウビンズはケイタラムの自宅において、78歳で死去した。

## 学会等
ロウビンズは、1974年にヨーロッパ言語学会の会長となった。言語学者国際委員会 (International Committee of Linguists) では、1970年から1977年にかけてイギリス代表、1977年から1997年には会長を務めた。死去の時点では、言語学思想史のためのヘンリー・スウィート協会 (Henry Sweet Society for the History of Linguistic Ideas) の議長であった。また、1981年以降は、アメリカ言語学会の名誉会員であった。
おそらく、ロウビンズの最も重要なフェローシップは、最も歴史の古い言語学の学会である言語学協会であったろう。ロウビンズは、1961年から1988年にかけて、18年間にわたり、この教会の書記 (secretary) を務め、後には1988年から1992年にかけて会長 (president) となった。会長から引いた後、協会は、ロウビンズだけのために作られた「名誉会長 (President Emeritus)」という称号を贈ってその貢献を讃えた。ロウビンズの死後、協会は、彼の名を冠した賞である R・H・ロウビンズ賞 (the R. H. Robins Prize) を創設し、「『Transactions of the Philological Society』誌の現在および過去に刊行された刊行物によって規定される協会の関心領域内にある言語学的主題についての記事に対して (for an article submission on a linguistic topic that falls within the area of the Society’s interests as defined by present and past publications in the Transactions of the Philological Society)」これを授与するものとした。
言語学界全体では、ロウビンズを讃えて、2点の記念論文集がまとめられた。
- F. R. Palmer and Theodora Bynon, eds. (1986) Studies in the history of linguistic science: a festschrift for R. H. Robins. Cambridge: Cambridge University Press.
- Law, Vivien; Hüllen, Werner, eds (1996). Linguists and Their Diversions: A Festschrift for R. H. Robins on his 75th Birthday. Münster: Nodus. ISBN 3-89323-453-5

## おもな業績
- Ancient and Medieval Grammatical Theory in Europe (1951)
  - 日本語版：（郡司利男 訳）ヨーロッパ古代中世文法論、南雲堂（不死鳥英語学選書）、1960年
- The Yurok Language (1958)
- General Linguistics: An Introductory Survey (1964)
  - 日本語版：（西野和子、藤森一明 訳）言語学概説、開文社出版、1970年
- A Short History of Linguistics (1967)
  - 日本語版：（中村完、後藤斉 訳）言語学史 第三版、研究社出版、1992年
- Diversions of Bloomsbury (1970)
- Ideen- und Problemgeschichte der Sprachwissenschaft (1973)
- Sistem dan Struktur Bahasa Sunda (1983)
- The Byzantine Grammarians: Their Place in History (1993)
- Texts and Contexts: Selected Papers on the History of Linguistics (1998)

## 関連文献
- Vivien Law. "The writings of RH Robins: a bibliography 1951-1996", in Linguists and Their Diversions: A Festschrift for R. H. Robins on his 75th Birthday. pp. 27-42. Vivien Law & Werner Hüllen (eds.) Münster: Nodus, 1996.
- E. K. Brown and Vivien Law. "R H Robins", in Linguistics in Britain: personal histories. 2002.